# بني فلاح (خولان)

تعديل مصدري - تعديل

بني فلاح هي إحدى قرى عزلة الاعروش بمديرية خولان التابعة لمحافظة صنعاء، بلغ تعداد سكانها 177 نسمة حسب تعداد اليمن لعام 2004.